# Plamének
Plamének (Clematis) je široký rod, většinou popínavých rostlin s nápadnými květy, který přísluší do čeledě pryskyřníkovitých (Ranunculaceae) podčeledě Ranunculoideae.

## Rozšíření
Rod má asi 300 druhů, které jsou rozšířeny v oblastech mírného klimatu téměř po celém světě. Méně se vyskytují v chladných severských oblastech a ve studených horských polohách, stejně jako v tropickém pásmu. Všeobecně mají tyto rostliny rády hluboké, propustné, na živiny bohaté, ale chladné půdy. Ideální je pro ně stanoviště s celodenním slunečním svitem, kde půdu kolem pokrývá hustý koberec rostlin.
Ve střední Evropě rostou 4 původní druhy, z toho 3 i v České republice. Další níže uvedené druhy jsou pěstovány jako okrasné rostliny a někdy mohou zplaňovat. Kromě toho se jako okrasné pěstují i mnohé další kultivary často hybridního původu.
- Clematis alpina (plamének alpský) – v ČR neroste, nejblíže Alpy, Karpaty
- Clematis flammula (plamének palčivý) – původní v jižní Evropě, v ČR okrasná rostlina, vzácně zplaňuje
- Clematis integrifolia (plamének celolistý) – v ČR výjimečně u Lanžhota
- Clematis orientalis (plamének východní) – roste od Číny po Ukrajinu a JZ Asii, z ČR udáván omylem místo plaménku tangutského
- Clematis recta (plamének přímý) – v ČR v teplých oblastech
- Clematis tangutica (plamének tangutský) – původem z Číny, v ČR pěstován jako okrasná rostlina
- Clematis vitalba (plamének plotní) – v ČR na jižní Moravě, v teplých oblastech Čech pak místy zdomácnělý
- Clematis viticella (plamének vlašský) – v ČR pěstovaný druh, vzácně je zdomácnělý nebo zplaňuje, původní v jižní a JV Evropě

## Ohrožení
Podle „Černého a červeného seznamu cévnatých rostlin České republiky" je plamének celolistý veden jako kriticky ohrožený druh a plamének přímý hodnocen jako ohrožený druh.

## Popis
Jsou to většinou opadavé, v menší míře i stálezelené rostliny. Nejčastěji to bývají vysoko se pnoucí dřeviny (až 10 m), mohou to být i vzpřímeně rostoucí keře a polokeře, jen vzácně byliny. Některé druhy se rozmnožují také oddenky. Popínavé využívají k zachycení ovíjivých řapíků. Listy bez palistů jsou malé, střední až dlouhé, přisedlé nebo s dlouhými řapíky, jednoduché nebo složené, trojčetné, zpeřené, dvojnásobně zpeřená nebo různě kombinované. Okraje mají celistvé nebo zubaté.
Květy mající v průměru až 15 cm vyrůstají samostatně nebo v terminálových či úžlabních hroznatých nebo latnatých květenstvích. Listeny pod květy, které někdy chybí, bývají menší nebo stejně veliké jako listy, netvoří však zákrov. Květy na stopkách jsou většinou oboupohlavné nebo funkčně jen samčí či samičí, radiálně symetrické. Mívají v jednom přeslenu nejčastěji 5, někdy až 8 volných kališních lístků které mají vzhled korunních lístků, ty zcela chybí. Lístky mají barvu bílou, modrou, fialovou, červenou, žlutou nebo nazelenalou, jsou vejčité až obvejčité nebo lineární a dlouhé 1 až 6 cm.
V květu bývá mnoho tyčinek (až 100 a více) se štíhlými, někdy spojenými nitkami které bývají někdy prodloužené. Nitky jsou lysé nebo pýřité a bývají zakončené malými, tupými od sebe oddělenými prašníky s podélnými štěrbinami. Občas se mezi tyčinkami a okvětím nacházejí patyčinky. Gyneceum je složeno z až 100 a více plodolistů, mnohopouzderný semeník mívá po jednom vajíčku v oddílu, jednoduché volné čnělky mají vykrojené blizny. Kališní lístky jsou v poupěti složeny tak, že se svými okraji těsně dotýkají, ale nekryjí, tím se rod plamének odlišuje od ostatních rodů čeledě pryskyřníkovitých.
Plody jsou tvrdé nažky čočkovitého nebo táhle kuželovitého tvaru, také bývají elipsoidní. Mnohdy mají přirostlé dlouhé pernaté přívěsky - čnělky. Semena mají dostatek endospermu.

## Použití
Jsou to okrasné pnoucí dřeviny s nepřeberným množstvím zahradních kultivarů s květy nejrůznějších tvarů a barev. Vysazují se pro ozelenění a zkrášlení pergol, sloupů, besídek a plotů, můžeme s nimi také zakrývat nevzhledné zdi i celé stavby stejně jako vytvářet různá zákoutí. Čisté druhy se množí semeny a velkokvěté kultivary zelenými řízky nebo roubováním na vhodné podnože.

## Plaménky

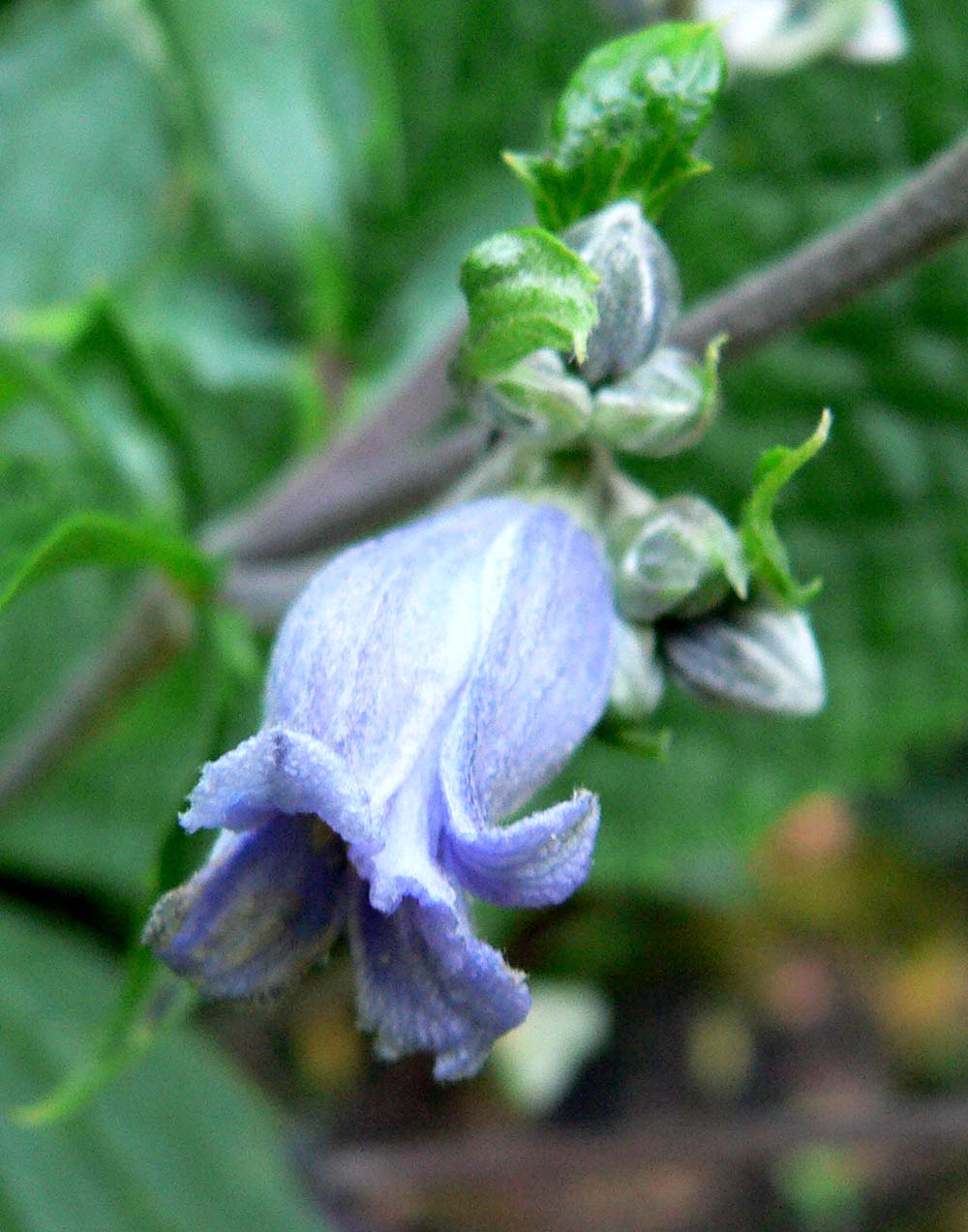
Clematis heracleifolia
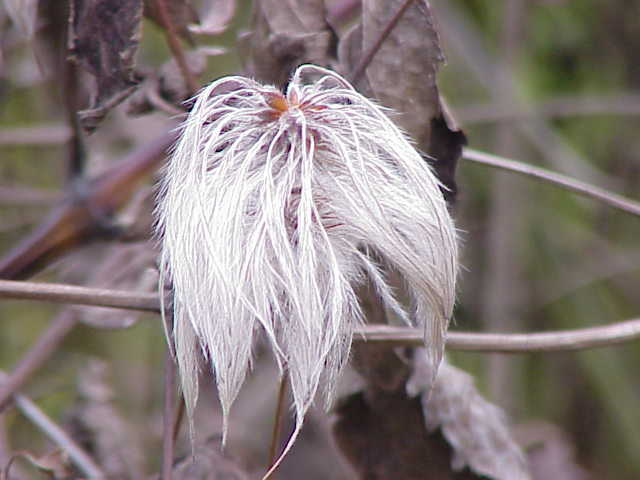
Clematis fargesii
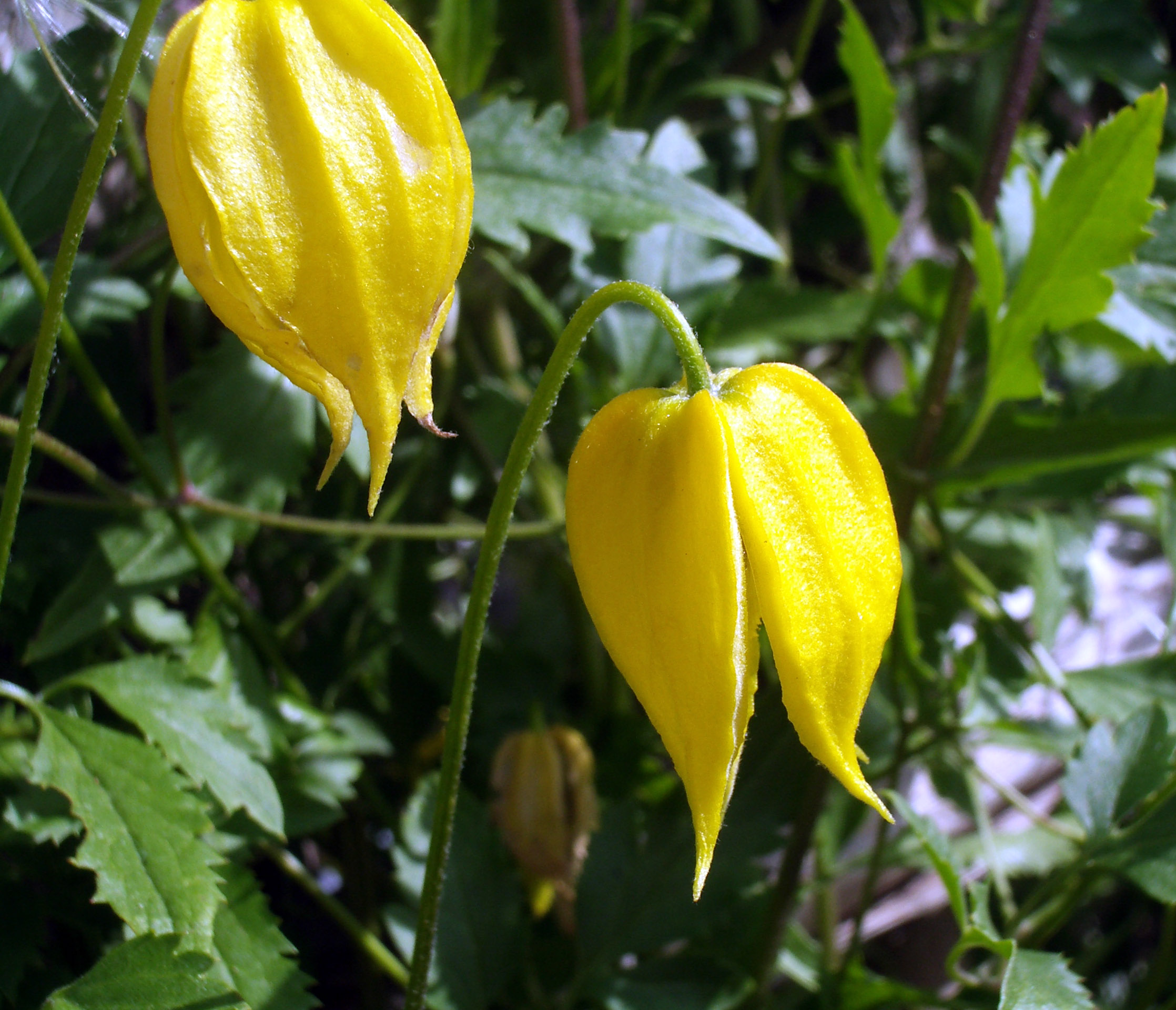
Clematis tangutica
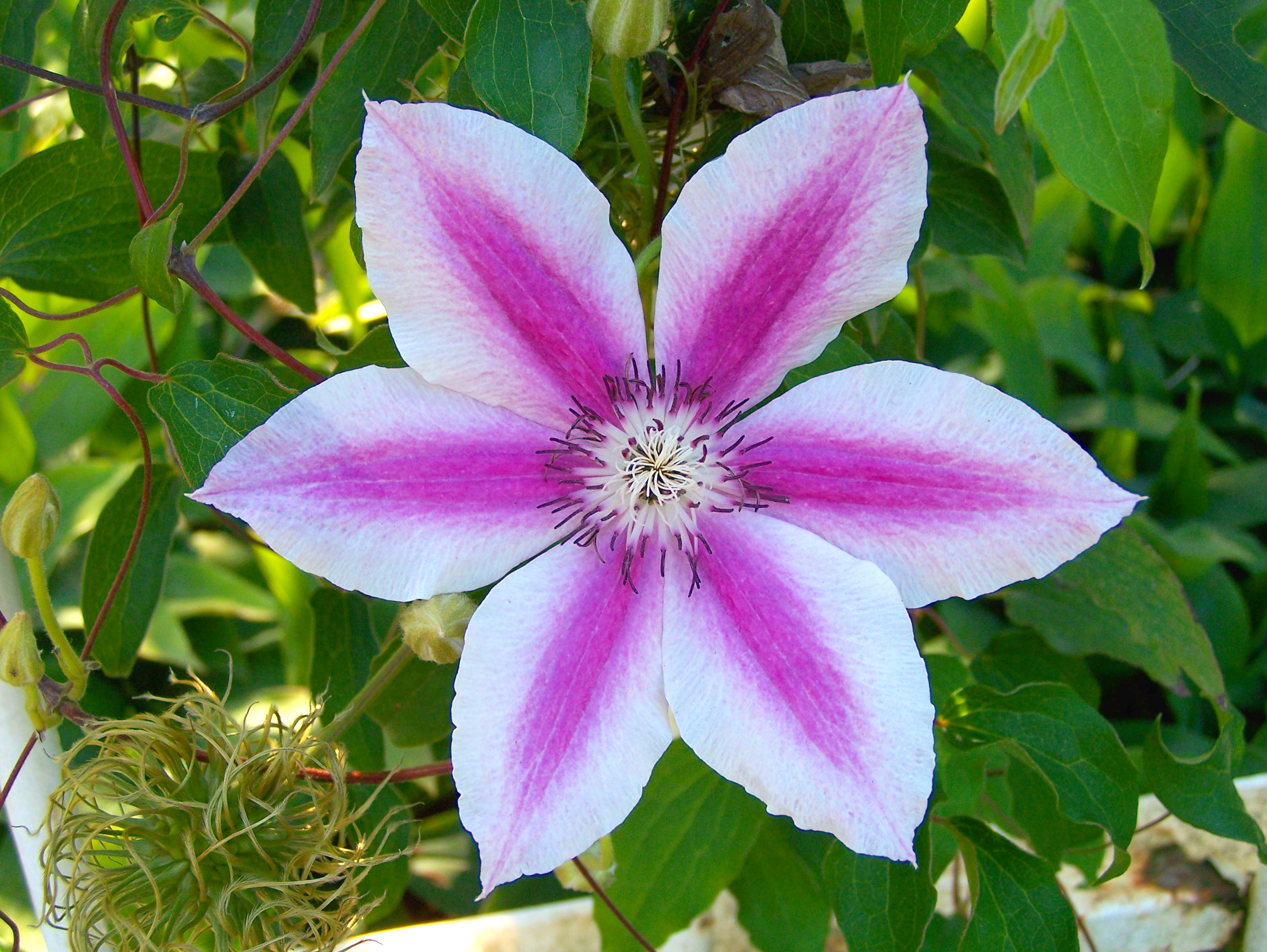
Jeden z mnoha kultivarů